# Emiliano Ruschel
Emiliano Valmir Ruschel (Lagoa Vermelha, 28 de Julho de 1980) é um ator, produtor cinematográfico e diretor de cinema brasileiro.
Estreou na TV em uma participação relâmpago na telenovela global Kubanacan como Enzo. Estudou com grandes profissionais, como Fátima Toledo e os americanos Bernard Hiller e Robert Castle. Em 2010, dirigiu seu primeiro filme chamado Contramão. No mesmo ano, ganhou um prêmio no New York Television Festival.[carece de fontes?] Seu último trabalho foi em Cheias de Charme, onde interpretou Theo Teló, contracenando com seu irmão fictício Michel Teló e a antagonista Chayene (Cláudia Abreu).
Fundador e CEO da Ruschel Studios Emiliano Ruschel, que trabalhou com grandes empresas do audiovisual no Brasil e no exterior como Rede Globo, Rede Record, O2 Filmes, e as internacionais Paramount, Disney e Sony. Em seu portfólio constam mais de 77 projetos realizados, entre atuação, produção e direção. IMDB. 
Emiliano Ruschel faz parte do sindicato de atores norte americanos SAG-AFTRA, para realização de projetos internacionais.

## Carreira
Televisão
| Ano  | Título                      | Personagem         | Emissora     |
| ---- | --------------------------- | ------------------ | ------------ |
| 2003 | Kubanacan                   | Enzo               | Rede Globo   |
| 2005 | América                     | Johnny             | Rede Globo   |
| 2005 | Quem Vai Ficar com Mário?   | Júlio              | Rede Globo   |
| 2006 | Cobras & Lagartos           | Leonardo Di Caprio | Rede Globo   |
| 2008 | Mutantes: Promessas de Amor | Mutante Mimético   | RecordTV     |
| 2008 | Sete Pecados                | Dorgival           | Rede Globo   |
| 2009 | Retalhão                    | Canário            | Canal Brasil |
| 2009 | Caras & Bocas               | Dudu               | Rede Globo   |
| 2010 | Tempos Modernos             | Matthew Flinders   | Rede Globo   |
| 2010 | Na Forma da Lei             | Rodrigo            | Rede Globo   |
| 2011 | Adorável Psicose            | Thiago Goldman     | Multishow    |
| 2011 | Mais X Favela               | James Gringo       | Multishow    |
| 2012 | As Brasileiras              | Padre Juan         | Rede Globo   |
| 2012 | Fora de Controle            | Carranca           | RecordTV     |
| 2012 | Cheias de Charme            | Theo Teló          | Rede Globo   |

Cinema
Longa-metragens
| Ano  | Filmes                     | Personagem      |
| ---- | -------------------------- | --------------- |
| 2007 | Show de Bola               | Capitão Miguel  |
| 2008 | Os Desafinados             | Emil            |
| 2008 | Vingança                   | Luciano Ramalho |
| 2010 | VIPs                       | Fausto          |
| 2014 | Pra Sempre Nunca Mais      | Domingos        |
| 2016 | Maverick: Caçada no Brasil | Jack Maverick   |
| 2024 | Memórias Ocultas           | Anton           |
| 2024 | Segredos                   | Noah            |
| 2024 | O Velho Fusca              | Johnny Fender   |

Curtas-metragens
| Ano  | Filmes                       | Personagem  |
| ---- | ---------------------------- | ----------- |
| 2003 | Luz, Câmera e Ação           | Steven      |
| 2004 | Um Sonho Pra Dois            | Marcelo     |
| 2007 | A Hora                       | Relojoeiro  |
| 2007 | Amanda                       | Victório    |
| 2010 | A Flor da Pele               | Pedro       |
| 2010 | Film Festival Ribeirão Pires | Greg        |
| 2010 | Contramão                    | Léo Andrade |

Documentários
| Ano  | Filmes               |
| ---- | -------------------- |
| 2024 | Armageddon edição 9  |
| 2024 | Vozes do Talian      |
| 2024 | O Silêncio das Rosas |